# Josef Fiala
Pour les articles homonymes, voir Fiala.
Joseph Fiala, né le 3 février 1748 à Lochovice, en Bohême et mort le 31 juillet 1816 à Donaueschingen, est un hautboïste et compositeur bohémien.

## Biographie
Fiala était fils d’un instituteur et serf de la seigneurie de ce lieu. La comtesse de Lochowitz, femme dure et hautaine, l’avait fait entrer comme domestique dans sa maison, et l’employait à de viles occupations, sans égard pour le talent remarquable qu’il avait acquis presque seul sur le hautbois.
Ayant pris la résolution de le soustraire par la fuite à la tyrannie dont il était victime, il partit en secret avec un cuisinier qui éprouvait le même besoin de liberté. Ils avaient déjà fait une longue traite, lorsqu’ils furent rejoints par les cavaliers envoyés à leur poursuite et ramenés au château. Fiala fut jeté en prison, et la comtesse de Lochowitz donna l’ordre de lui arracher les dents, afin qu’il ne puisse plus jouer de son instrument.
Touchée de compassion, la noblesse de Prague, qui avait souvent admiré le talent de Fiala, intercéda pour lui auprès de l’empereur, qui donna l’ordre à la comtesse de le mettre en liberté et de ne plus s’opposer à sa vocation pour la musique.
Devenu libre, Fiala se rendit chez le prince de Vallerstein et entra dans sa musique. En 1777, il partit pour Munich, s’y fit entendre dans un concert donné à la cour, et charma si bien l’électeur Maximilien-Joseph, qu’il fut engagé immédiatement pour la chapelle électorale. Plus tard, il se rendit à Salzbourg et entra au service du prince-évêque.
En 1786, il fit un voyage à Vienne, où Mozart, qui l’avait connu à Salzbourg, lui fit le meilleur accueil. Fiala y donna un concert dans lequel il obtint un brillant succès. Charmé par son talent, le comte Besborodko, conseiller intime de l’empereur de Russie, lui fit la proposition de l’accompagner dans son pays, ce qui fut accepté.
Après que son engagement avec ce seigneur fut expiré, Fiala entra au service du comte Alexis-Grégoire Orloff, mais la mauvaise santé de sa femme, et son éloignement pour les mœurs de la population russe, le déterminèrent à donner sa démission à la fin de la première année.
De retour en Allemagne, il obtint le titre de maître de chapelle du prince du Furstenberg, à Donauschingen, en 1792. Il mourut le 31 juillet 1816, après avoir passé les vingt-quatre dernières années de sa vie dans cette position, laissant un fils qui a été attaché à la chapelle du grand duc de Bade.
Fiala possédait un talent distingué sur plusieurs instruments, particulièrement sur le violoncelle et la basse de viole.
On a gravé deux œuvres de quatuors pour violon, de la composition de Fiala, à Francfort et à Vienne, vers 1780 et 1786. On connaît aussi en manuscrit plusieurs de ses concertos pour hautbois, flûte et violoncelle, et des symphonies à grand orchestre ; enfin, Six duos pour violon et violoncelle, op. 4, liv. 1 et 2, ont été publiés à Augsbourg, chez Gombart, en 1799, et des trios concertants pour flûte, hautbois et basson, liv. 1 et 2, à Ratisbonne, en 1806.

## Enregistrements
- 1996 : Mannheimer Schule Vol.5, Kurpfälzisches Kammerorchester, dir. Jiří Malát (label Arte Nova, référence 74321 37299 2, 1996)[1]
- 2007 : Baroque Bohemia & Beyond : Mysliveček - Gallina - Vent - Bárta - Fiala, Czech Chamber Philharmonic, dir. Vojtěch Spurný (Alto ALC 1014)

## Source
- François-Joseph Fétis, Biographie universelle des musiciens, t. 3-4, Paris, Firmin-Didot, 1861, p. 243-4.